# Needlespiking
Needlespiking is het stiekem en zonder toestemming met een injectienaald prikken van een persoon met het doel hem of haar te drogeren. Dit gebeurt meestal met het doel om mensen te beroven of te misbruiken. Uit toxicologisch onderzoek is niet gebleken dat mensen daadwerkelijk gedrogeerd worden en lijkt er eerder sprake te zijn van een schrikeffect.

## Geschiedenis
De eerste gevallen van needlespiking kwamen voor in het Verenigd Koninkrijk en pas in 2022 deden de eerste gevallen voor in Nederland en België. Tot mei 2022 waren er in België twintig gevallen van needlespiking bekend. Bij toxicologisch onderzoek naar slachtoffers, zowel in het Verenigd Koninkrijk als in Nederland, werden geen sporen van middelen of giffen gevonden. Een mogelijke verklaring hiervoor kan zijn is dat het prikken om het schrikeffect bedoeld was. Tijdens het Fête de la musique in 2025 in Frankrijk werden er 145 meldingen gedaan door mensen die geprikt zouden zijn, maar het is onbekend of ze werden geïnjecteerd met drugs.